# Морин Џенингс
Морин Џенингс, (енгл. Maureen Jennings; Бирмингем, 23. април 1939.) је британско-канадски писац, најпознатија је по лику дектектива Вилијама Мердока, на основу којег је створена телевизијска серија "Мердокове мистерије".  У оквиру ове серије ангажована је као креативни консултант. 

## Биографија
Морин Џенингс је рођена и одрасла у Бирмингему, Енглеска. Похађала је Салтеј гимназију. Када је имала 17 година, заједно са мајком, је емигрирала у Канаду.
Студирала је психологију и филозофију на Универзитету у Виндзору, а магистрирала је енглеску књижевност на Универзитету у Торонту. Џенингс је у почетку предавала на Рајерсон Политехнички институт, а касније је била психотерапеут. Њени први успјеси у писању биле су позоришне представе. Џенингс је најпознатија као аутор серије романа о детективу Вилијаму Мердоку, који су касније претворени у телевизијску серију Мердокове мистерије. Њен роман "Врући талас" из 2019. представа Мердоковог сина, као полицијског детектива из 1936. По њеном концепту наптављена је и телевизијска серија "Bomb Girls". Добила је награду "Ален Грант" као један од зачетника криминалистичке фантастике. Њене књиге су превођене на друге језике, укључујући пољски, корејски, француски, немачки, италијански и чешки.
Живи у Торонту.